# Ланжеронівська вулиця
Ланжеронівська вулиця — вулиця, що знаходиться в історичному центрі міста Одеси. Починається від однойменного узвозу, перетинає Біржову і Театральну площі, закінчується перехрестям із Гаванною біля входу до Міського саду.

## Історія
Названа на честь Одеського градоначальника Луї Олександр Андро де Ланжерона (керував містом у 1815—1820) і свою сучасну назву вулиця дістала у 1817, ще за його життя.
Ланжеронівська вулиця є однією із найстаріших в Одесі. Саме тут 22 серпня 1794 закладений перший будинок сучасної Одеси — будинок генерал-поручника князя Григорія Волконського. Крім того, навпроти будівлі Оперного театру на перетині із вулицею Рішельєвською знаходився будиночок герцога де Рішельє. Давній вік вулиці підкреслює і той факт, що на перетині із Рішельєвською знаходився античний некрополь. Існує думка, що саме тут знаходилася кав'ярня Аспарідіса, у якій святкував взяття Хаджибея Хосе де Рібас. Однак, за даними істориків і краєзнавців ця будівля знаходилася на вулиці Грецькій.
Перша згадка про Ланжеронівську з'явилася у 1817, коли вона дістала свою сучасну назву. Луї де Ланжерон також мав дім на цій вулиці, за адресою Ланжеронівська 21. За радянських часів, з 1920 по 1991 роки, вулиця була названа на честь революціонера Ласточкіна, однак з поверненням Україною незалежності вулиці було повернено історичну назву.

## Архітектурні пам'ятки
- Палац Вітта — Ланжеронівська, 1 — Побудований у 1830-х — тут розташована Адміністрація морських портів України
- Палац Гагаріна — Ланжеронівська, 2 — Побудований у 1842—1850 — тут розташовано Одеський літературний музей. Палац належав представникові вищих кіл російської аристократії, одному з перших громадян Одеси князю Дмитру Івановичу Гагаріну і його дружині Софії Петрівні. Інтер'єри палацу вражають несподіваним поєднанням стилів, — класицизм, бароко, ампір, характерним для півдня Російської імперії середини минулого століття і названим «вільної південною еклектикою». У 1977 в будівлі був заснований Одеський Літературний музей. На фасаді будинку встановлено меморіальний знак Микиті Бригіну.
- Будинок Лідерса — Ланжеронівська, 3 — Побудований у 1820—1830. З вересня 1856 і до 1861 тут жив генерал Александр фон Лідерс.
- Одеський археологічний музей — Ланжеронівська, 4 — Побудований у 1883 — тут розташовано Одеський археологічний музей НАН України. Вдало розташований біля Приморського бульвару, біля класичної будівлі з колонами — скульптура «Лаокоон» — копія давньогрецької композиції, оригінал якої зберігається у Ватикані.
- Прибутковий будинок Клеймана — Ланжеронівська, 5 — Побудований у XIX столітті.
- Будівля Одеського музею Морського флоту — Ланжеронівська, 6 — Побудована в 1842. До 1917 у цьому будинку знаходився Англійський клуб.
- Житловий будинок Навроцького — Ланжеронівська, 8 — Побудований у 1891.
- Будинок прибутковий Беліно — Ланжеронівська, 9 — Побудований в кінці XIX століття.
- Готельний комплекс «Моцарт» — Ланжеронівська, 13 — Побудований у 1870-х.
- Прибутковий будинок Григор'євої — Ланжеронівська, 15 — Побудований у 1912—1913.
- Прибутковий будинок Черепеннікова — Ланжеронівська, 19 — Побудований у середині XIX століття.
- Торговий дім Страца — Ланжеронівська, 20-22 — Побудований у 1842.
- Прибутковий будинок Скаржинської — Ланжеронівська, 24 — Побудований у 1906.
- Прибутковий будинок Генцельмана — Ланжеронівська, 24а — Побудований у другій половині XIX століття.
- Житловий будинок Страца — Ланжеронівська, 26 — Побудований у 1852.
- Житловий будинок Карузо — Ланжеронівська, 28 — Побудований у середині XIX століття.

## Галерея

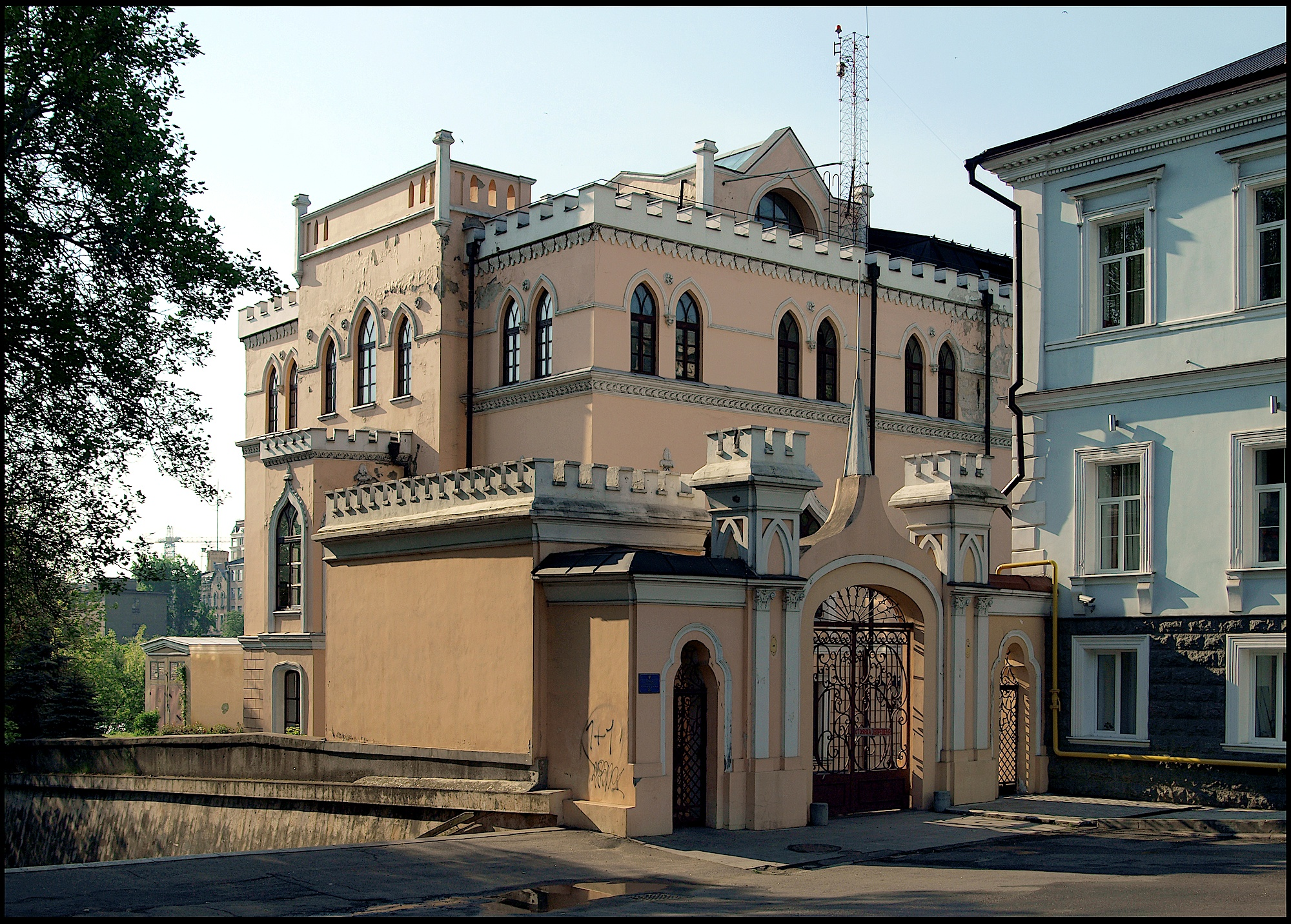
№1 Палац Вітта
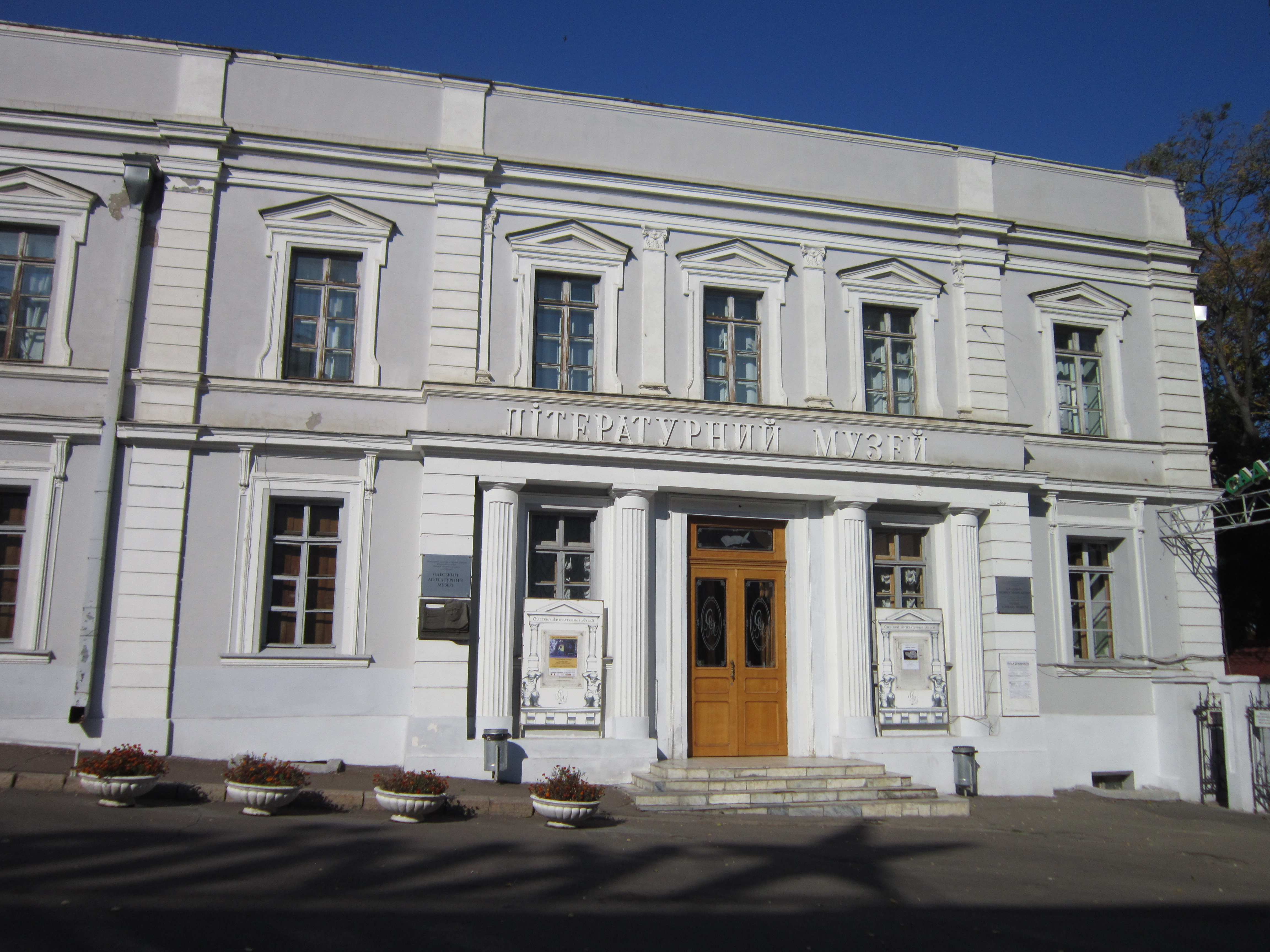
№2 Палац князів Гагаріних в якому розташований Одеський літературний музей
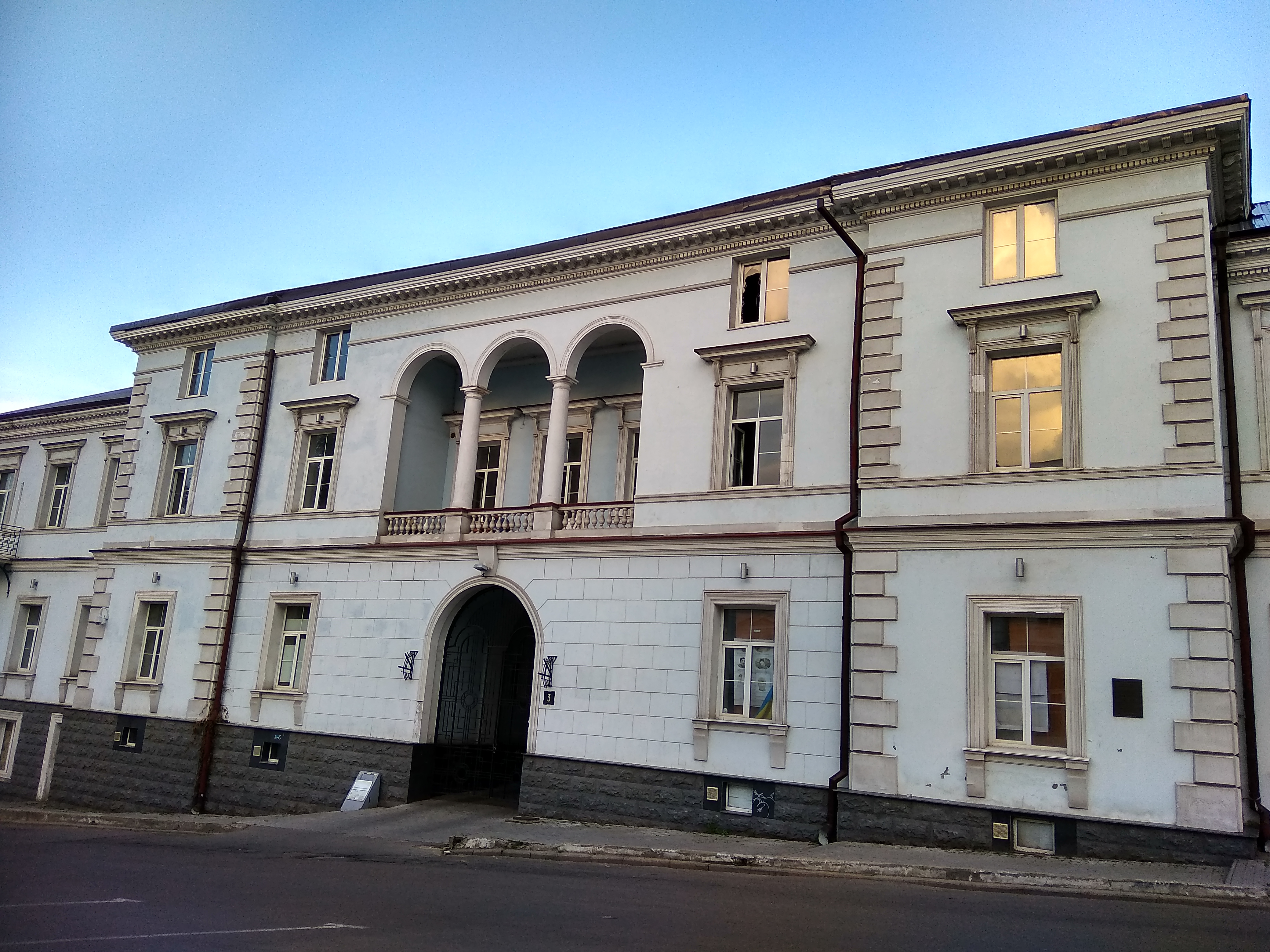
№3 Будинок житловий Лідерса
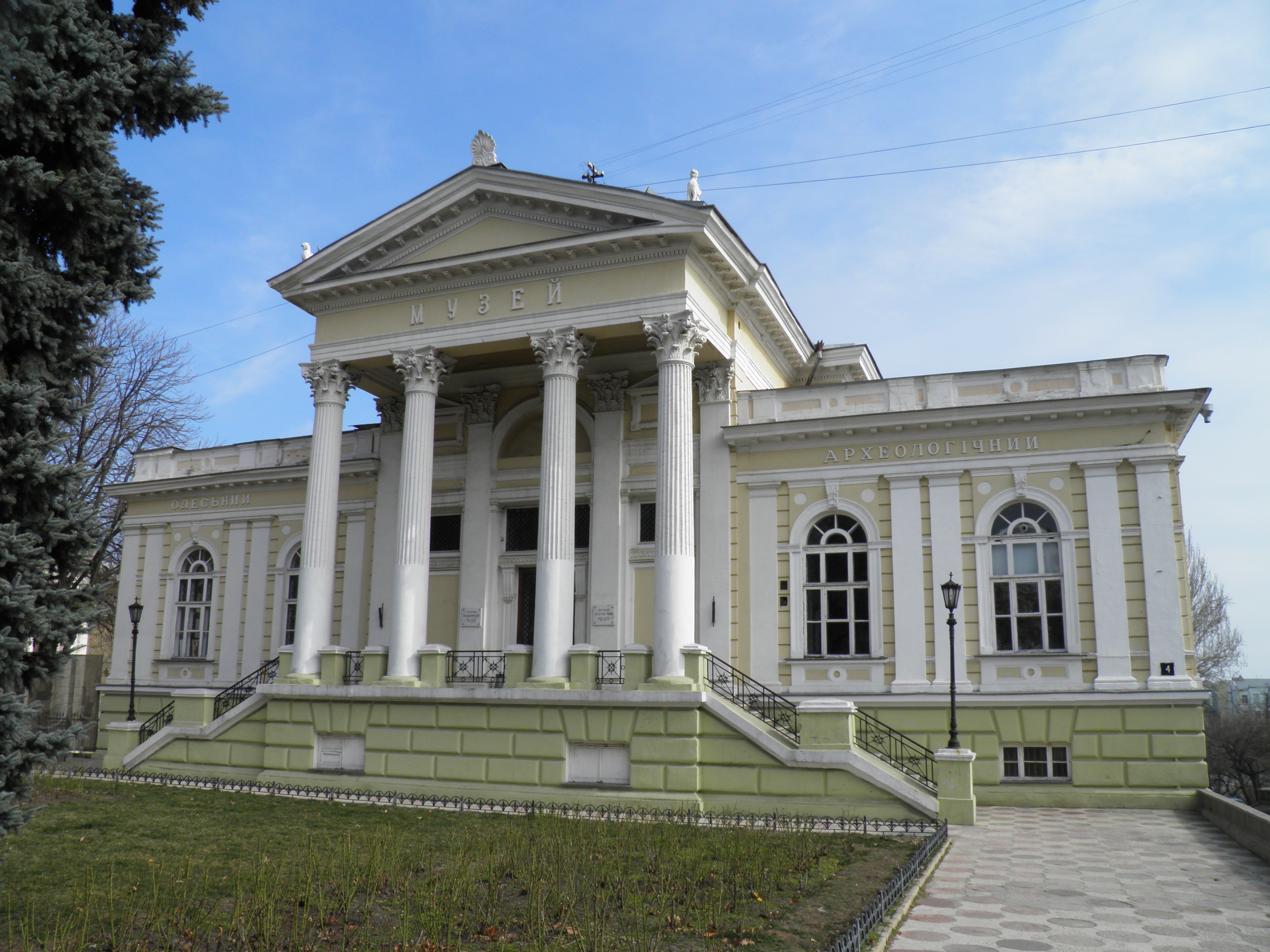
№4 Одеський археологічний музей
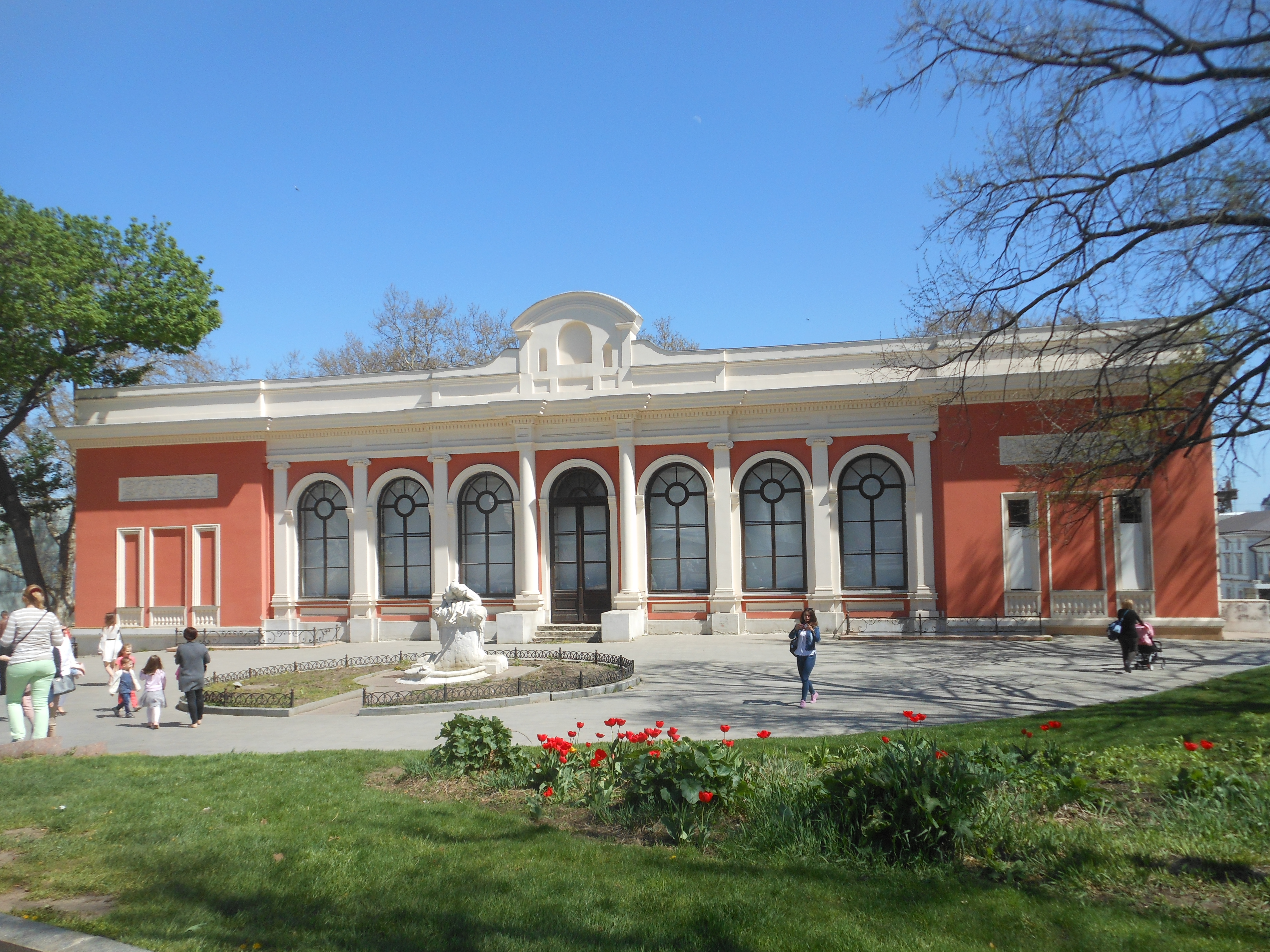
№6 Музей морського флоту
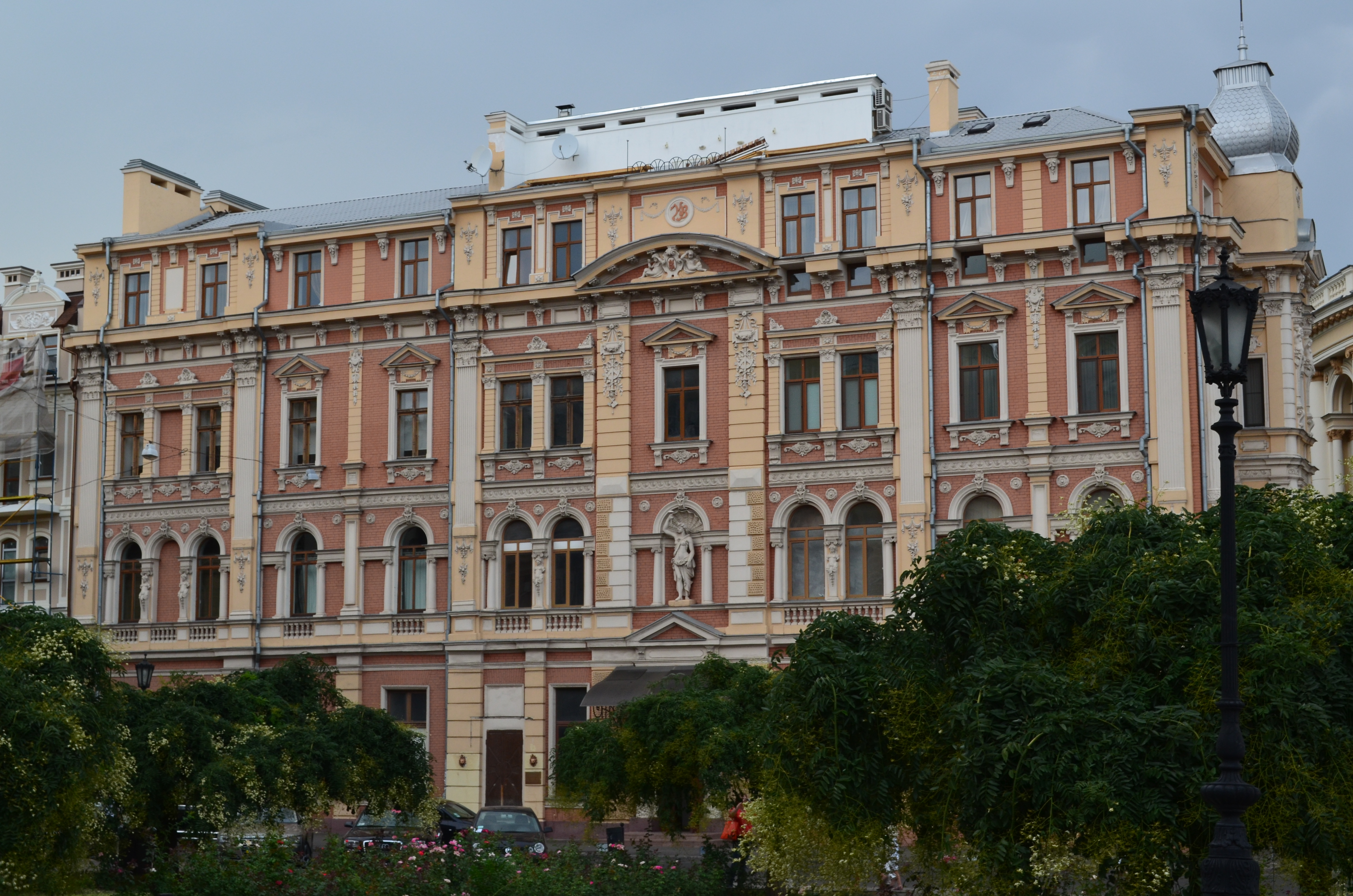
№8 Будинок Навроцького
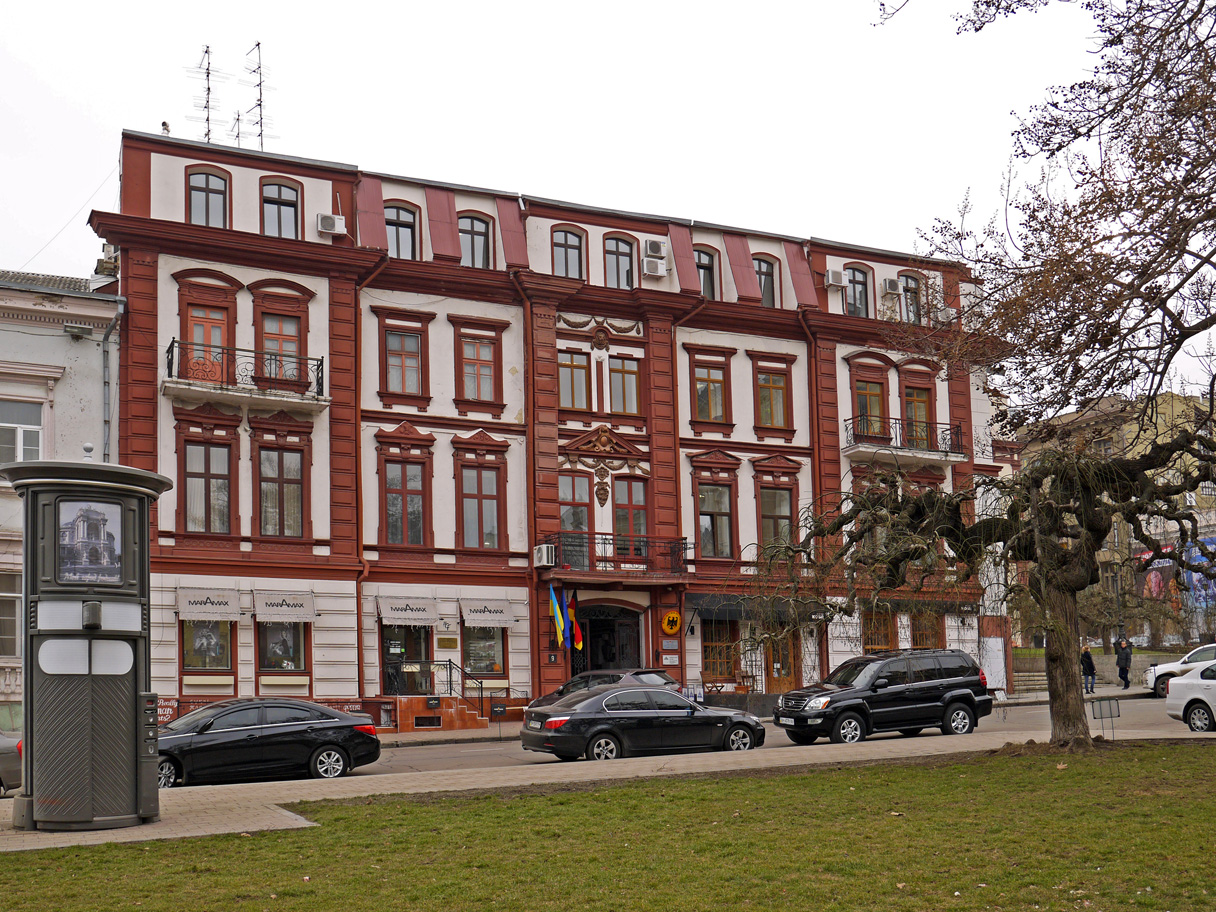
№9 Будинок прибутковий Беліно
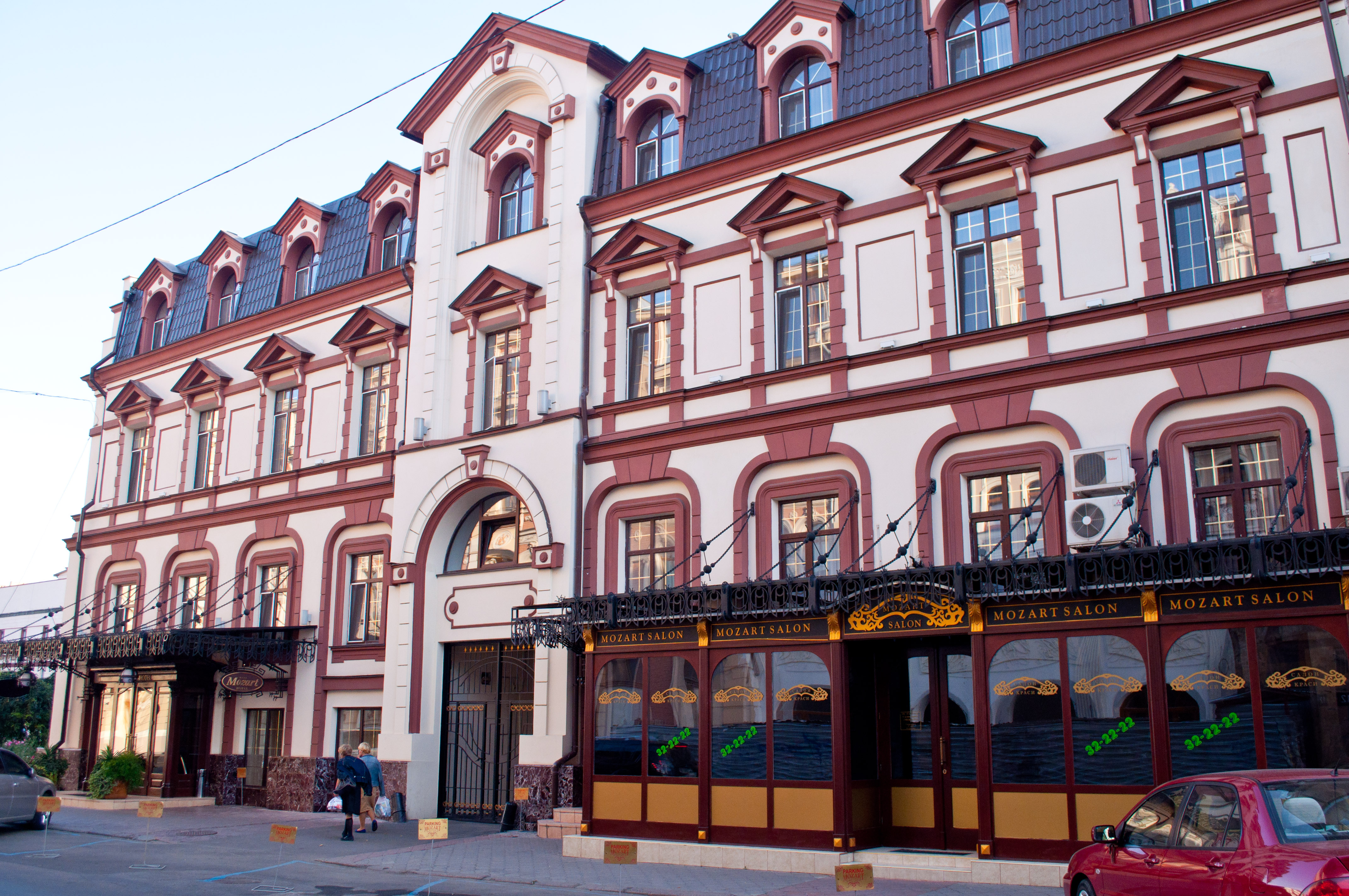
№13 Готель "Моцарт"
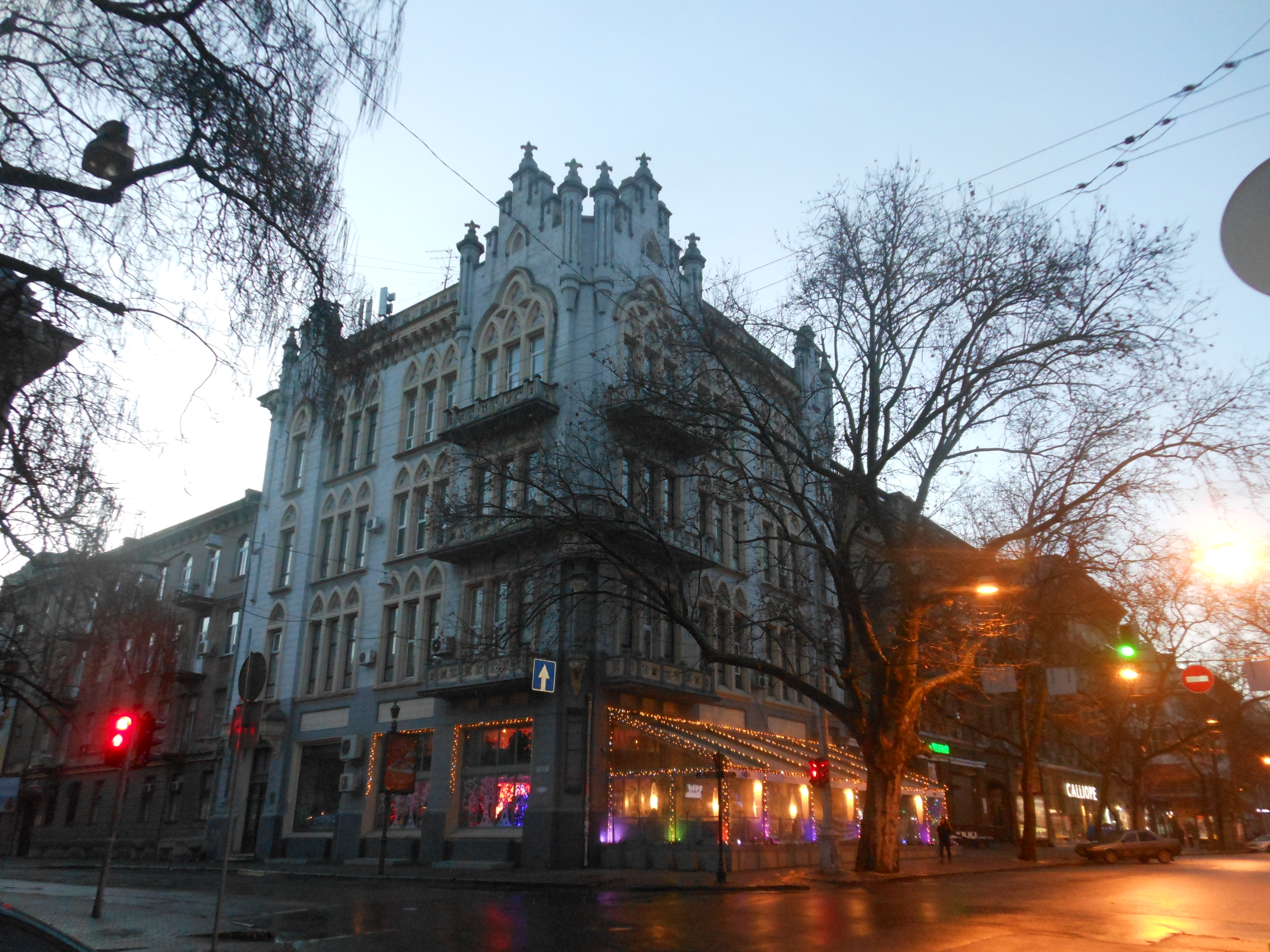
№15 Будинок прибутковий Григорьєвої
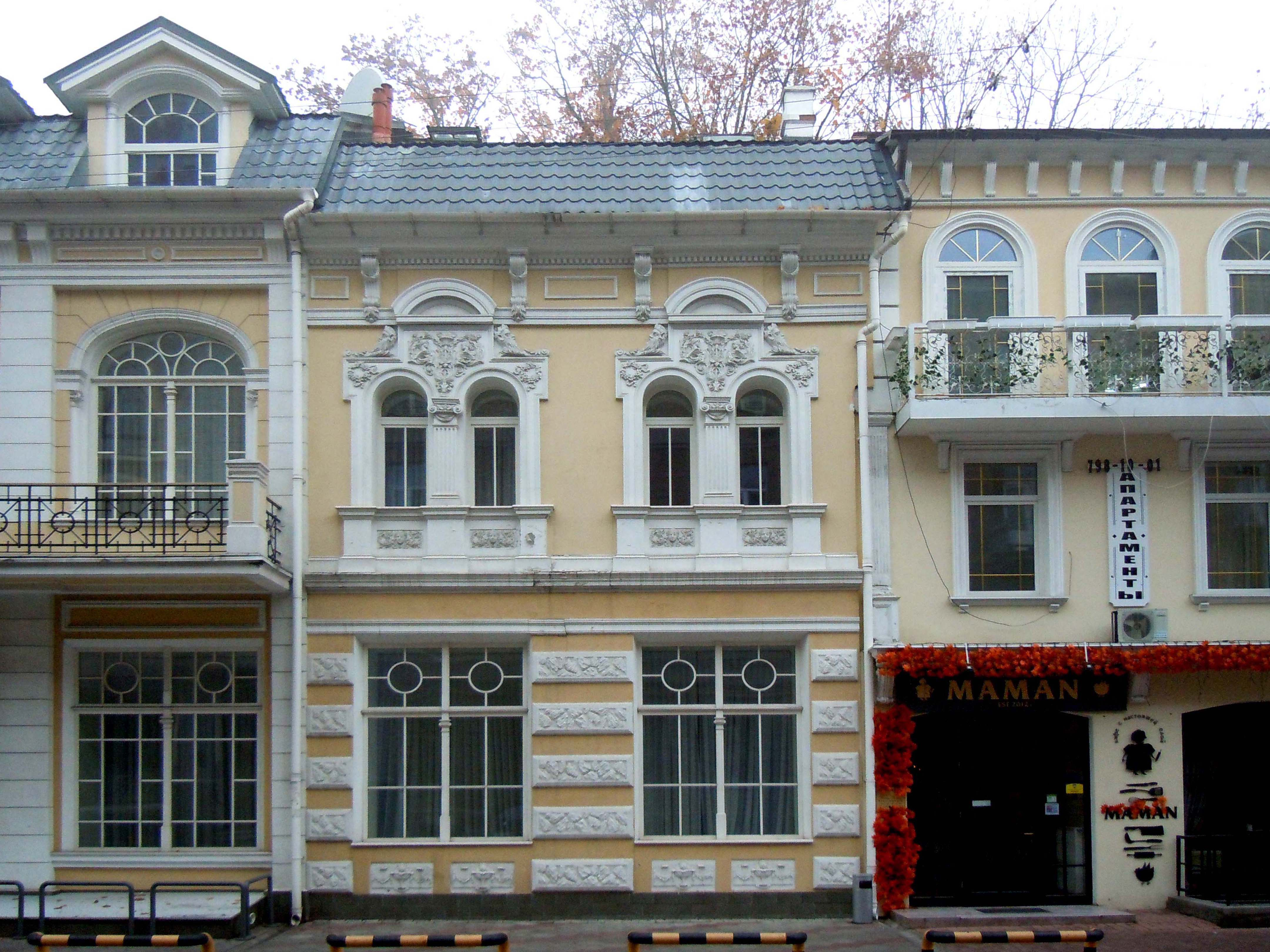
№20/22 Комплекс торговельних будинків Страца
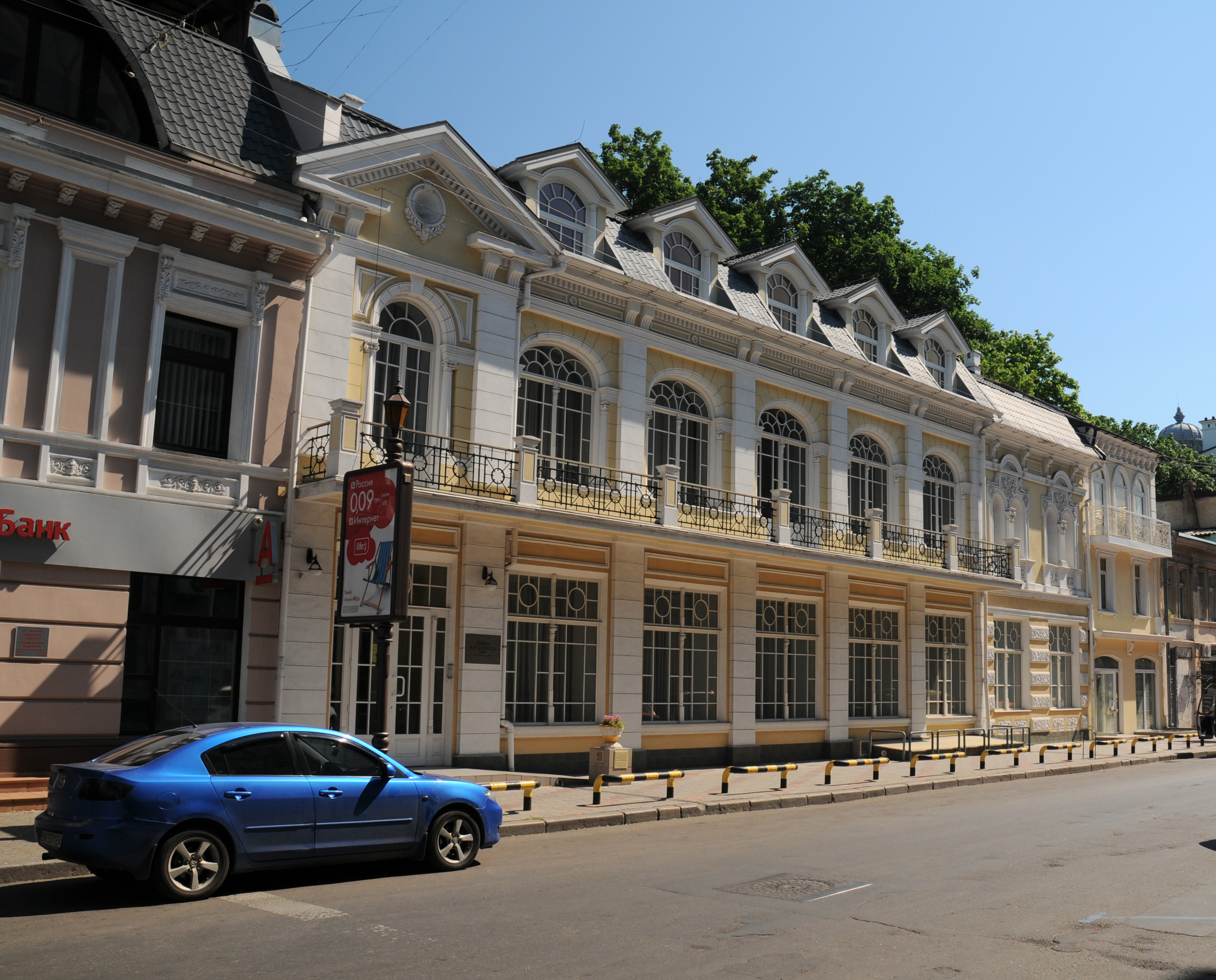
№20/22 Комплекс торговельних будинків Страца
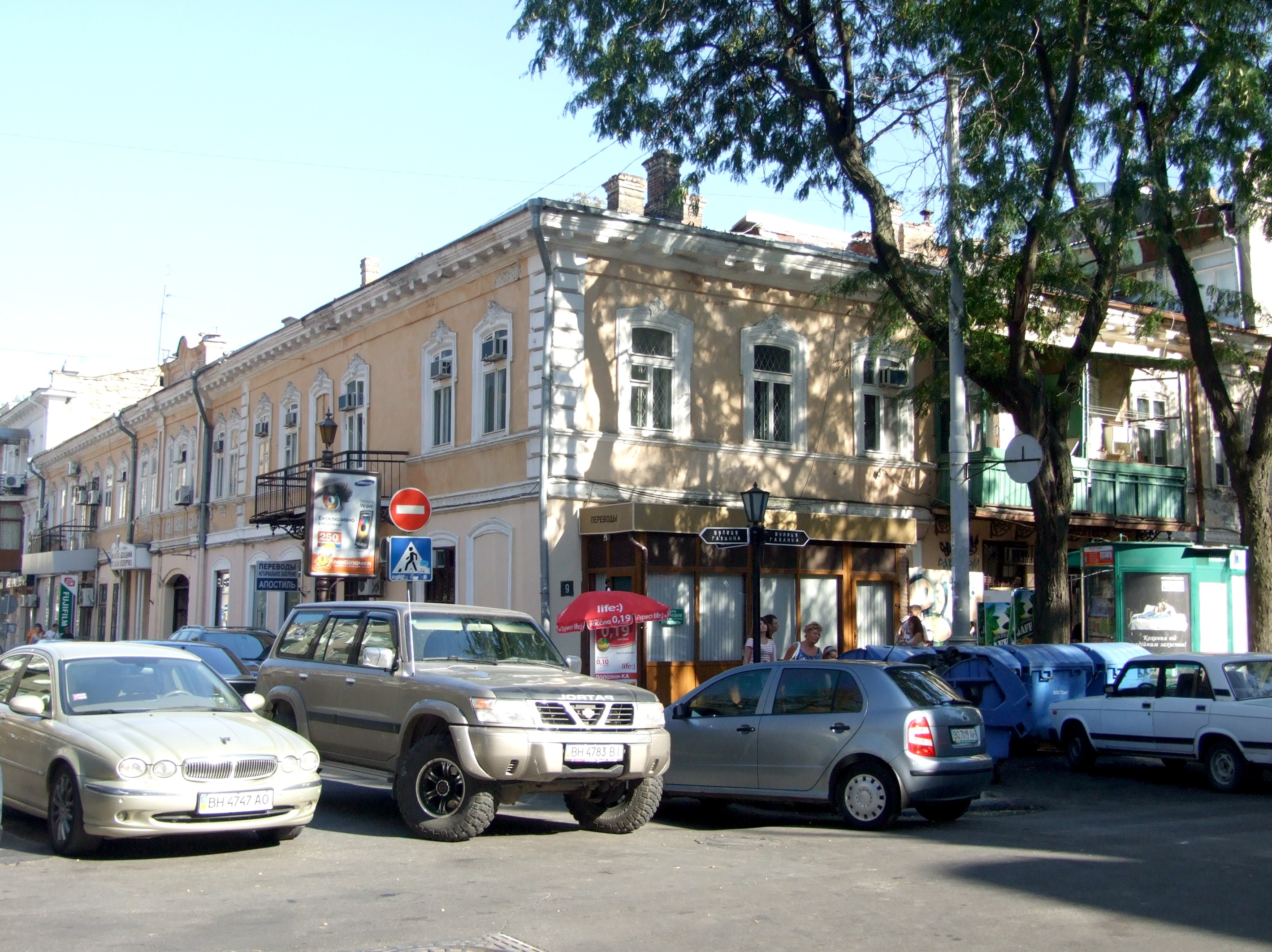
№21, на розі із Гаванною 9 - Будинок Ланжерона
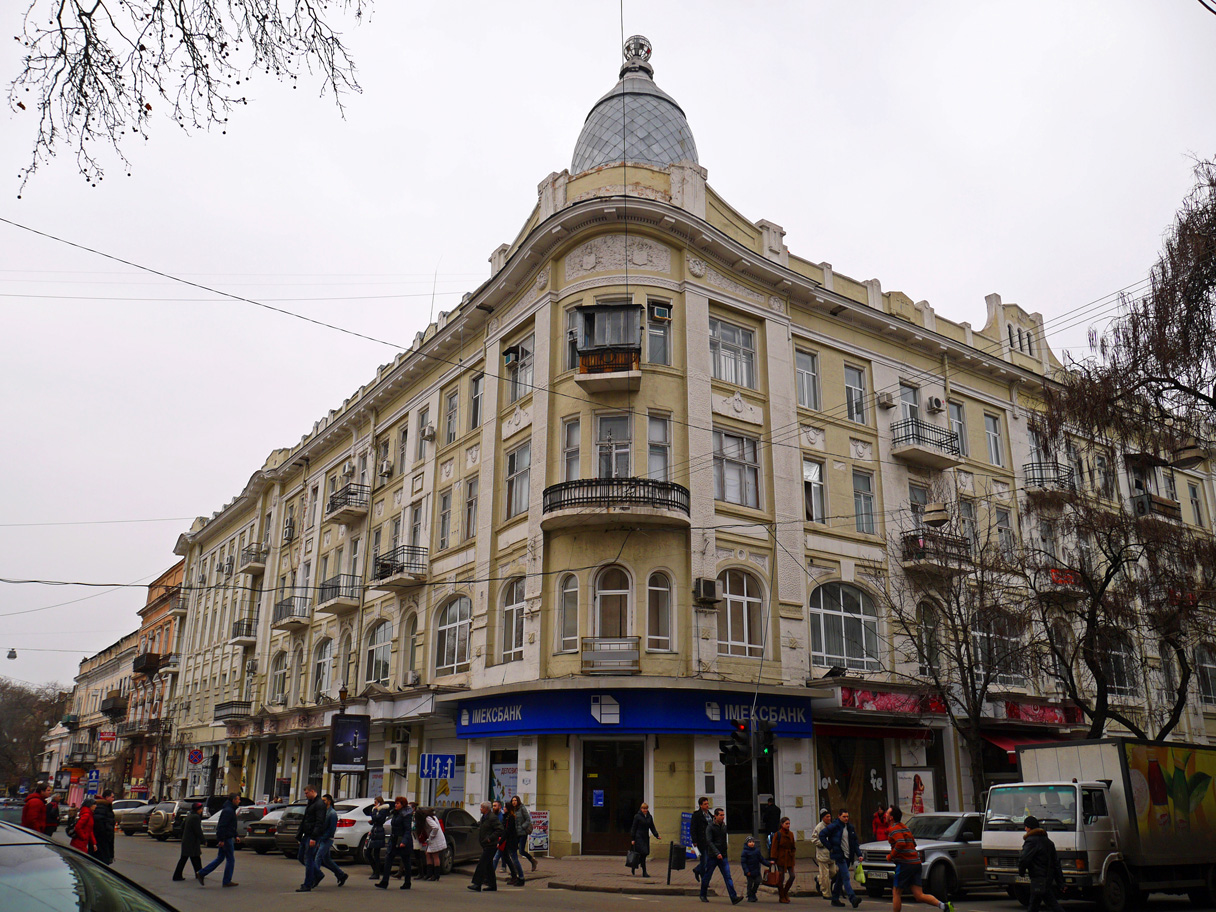
№24 Прибутковий будинок Скаржинської
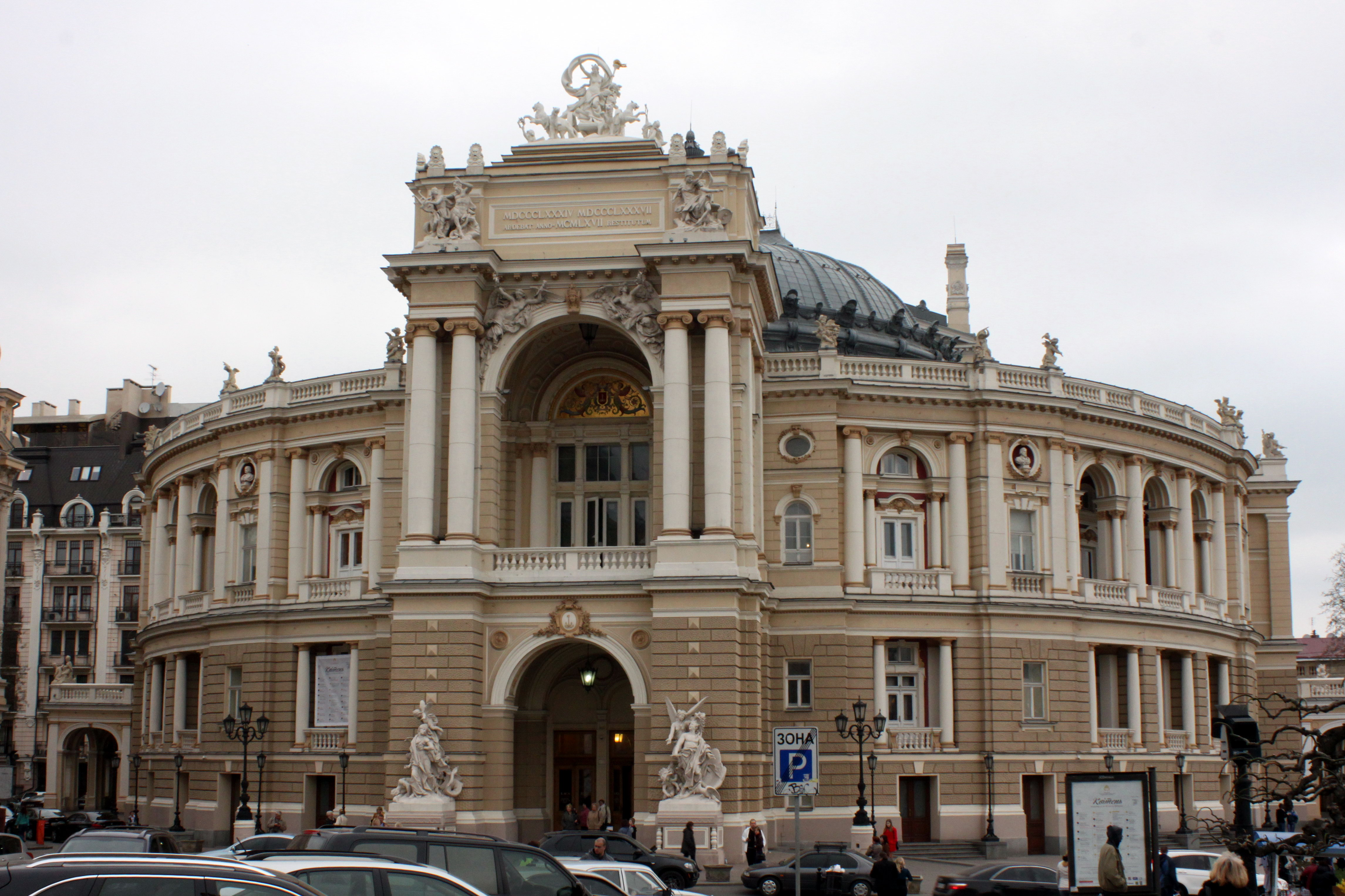
Одеський оперний театр